# Браунфілд (Мен)
Браунфілд (англ. Brownfield) — місто (англ. town) в США, в окрузі Оксфорд штату Мен. Населення — 1631 особа (2020).

## Демографія
Згідно з переписом 2010 року, у місті мешкало 1597 осіб у 662 домогосподарствах у складі 453 родин. Було 973 помешкання
Расовий склад населення:
| - 97,7 % — білих - 0,4 % — азіатів - 0,3 % — чорних або афроамериканців - 0,1 % — вихідців з тихоокеанських островів |

До двох чи більше рас належало 1,3 %. Частка іспаномовних становила 0,3 % від усіх жителів.
За віковим діапазоном населення розподілялося таким чином: 20,7 % — особи молодші 18 років, 65,3 % — особи у віці 18—64 років, 14,0 % — особи у віці 65 років та старші. Медіана віку мешканця становила 44,8 року. На 100 осіб жіночої статі у місті припадало 101,4 чоловіків;  на 100 жінок у віці від 18 років та старших — 101,6 чоловіків також старших 18 років.
Середній дохід на одне домашнє господарство  становив 60 353 долари США (медіана — 52 986), а середній дохід на одну сім'ю — 66 556 доларів (медіана — 61 875). Медіана доходів становила 41 083 долари для чоловіків та 38 705 доларів для жінок. За межею бідності перебувало 8,7 % осіб, у тому числі 11,0 % дітей у віці до 18 років та 5,3 % осіб у віці 65 років та старших.
Цивільне працевлаштоване населення становило 699 осіб. Основні галузі зайнятості: освіта, охорона здоров'я та соціальна допомога — 24,5 %, роздрібна торгівля — 21,0 %, будівництво — 12,2 %, мистецтво, розваги та відпочинок — 11,3 %.